# 谢尼斯
谢尼斯（德語：Schänis）是瑞士聖加侖州的一个市镇。该市镇总面积为39.90平方千米，截至2018年12月31日总人口为3,818人。